# Emperor Norton Records
Emperor Norton Records, uma agora extinta gravadora de Los Angeles, EUA, especializada no edição de hip-hop e dance music underground. Alguns dos artistas em seu catálogo incluíram: Mt. Sims e Ladytron. Além disso, ele lançou a trilha sonora de filmes como Encontros e Desencontros e As Virgens Suicidas.
Seu nome é uma homenagem a Joshua Norton, imperador dos Estados Unidos e Protetor do México. A empresa foi comprada pela Rykodisc em 2000.